# Castillo de Hohenlupfen

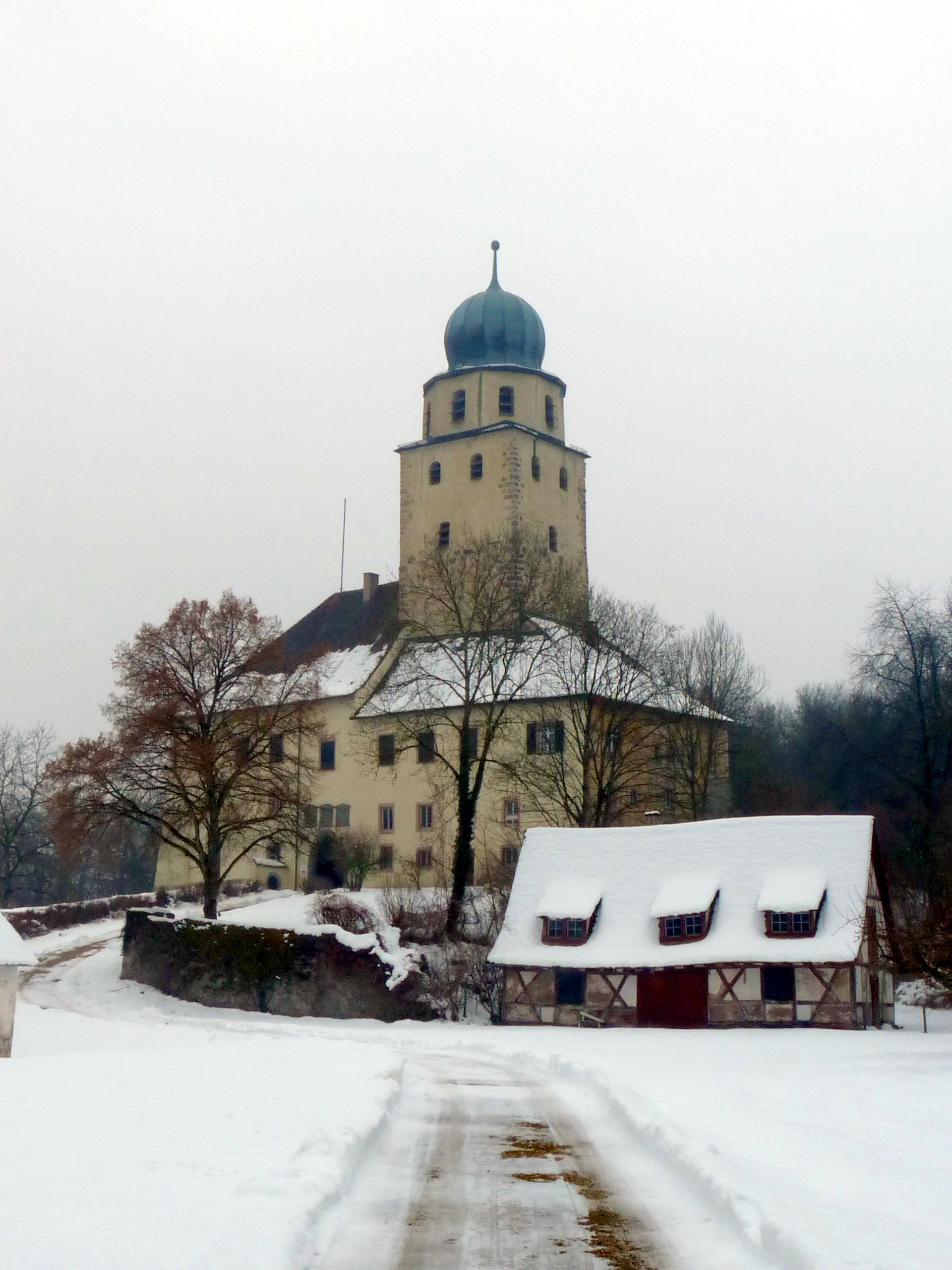
Castillo de Hohenlupfen en invierno

El castillo de Hohenlupfen (nombre local: Schloss Hohenlupfen) está ubicado por encima del río Wutach y la ciudad Stühlingen en el sur de Baden-Wurtemberg, Alemania. Los condes de Lupfen hicieron construir el castillo sobre el sitio de un edificio fortificado o acaso una torre fortificada de la época romana. El castillo fue mencionado por vez primera en un documento del año 1093. Fue remodelado y recibió su forma actual entre 1620 y 1624.